# Todd MacCulloch
Todd Carlyle MacCulloch (né le 27 janvier 1976 à Winnipeg, dans l'État du Manitoba au Canada) est un ancien joueur canadien de basket-ball, évoluant au poste de pivot.

## Carrière
Todd McCulloch rejoint l'université de Washington en 1995, réalisant des moyennes de 18,7 points à 66,2 % de réussite aux tirs, 11,9 rebonds. Il est le joueur le plus adroit de NCAA lors de ses trois dernières saisons universitaires, faisant de lui le deuxième joueur de l'histoire à réaliser cette performance. Il est sélectionné par les 76ers de Philadelphie au 47e rang de la draft 1999.
Todd McCulloch a disputé quatre saisons en NBA avant d'être obligé de mettre prématurément un terme à sa carrière à cause de la maladie de Charcot-Marie-Tooth, maladie neurologique affectant son pied. Lors de ses deux premières saisons avec les 76ers de Philadelphie, MacCulloch joue en tant que remplaçant, avec des moyennes de 9,4 minutes, 2,6 rebonds et 4 points en 119 matchs. Lors de l'inter saison 2001, il signe avec les New Jersey Nets et, en tant que pivot titulaire, il inscrit 9,7 points et 6,1 rebonds de moyenne. MacCulloch est transféré aux 76ers lors de la saison 2002–2003, où ses statistiques sont de 7,1 points, et 4,7 rebonds. À cause de ses problèmes récurrents au pied, il est placé sur la liste des blessés à la mi-saison, ne jouant pas lors de la saison 2003-2004. Il annonce l'arrêt de sa carrière en septembre 2004.
MacCulloch est international canadien participant au championnat du monde 1998 et aux Jeux olympiques 2000.

## Après-carrière
MacCulloch est un passionné de flipper. Il achète sa première machine lorsqu'il est recruté par les Nets en 2001. Il possède une collection de 60 flippers et de jeu d'arcade. Il joue dans de nombreux tournois de flipper, disputant le championnat d'Europe de flipper en 2007 à Stockholm et a participé à des tournois de la Professional & Amateur Pinball Association entre 2005 et 2007, puis en 2009.
Todd McCulloch apparaît dans un épisode de la série télévisée américaine Chappelle's Show.